# Skoda-Kauba Sk P.14
O Škoda-Kauba Sk P.14 foi um projecto desenvolvido pela Škoda-Kauba para um interceptor com motor ramjet. O projecto foi iniciado no início de 1945, porém nunca foi concluído devido ao final da Segunda Guerra Mundial. 

## Estrutura
Este interceptor teria um motor ramjet, que atravessaria o centro da fuselagem; o piloto ficaria em posição ventral por cima do motor. Haveria dois tanques de combustível atrás do cockpit e outros nas asas. Dado que o motor só começaria a funcionar após a aeronave atingir uma certa velocidade, pequenos foguetes iriam fazer a aeronave descolar do solo e atingir a velocidade necessária.